# Presbyterianism
Presbyterianism, även kallad synodalförfattning, är en kyrkoförfattning som praktiseras av bland andra de reformerta kyrkorna i engelskspråkiga delar av världen, där de vanligen kallas presbyterianska kyrkor. Man förkastar episkopalismen. Bakgrunden till de presbyterianska kyrkorna är kalvinismen. Presbyteriansk teologi understryker Guds suveränitet, Bibelns myndighet och behovet av nåd genom tron på Kristus. Presbyterianismen betraktas ibland som ett samfund i sig och ibland som en grupp samfund. Eftersom det inte finns någon absolut definition av "samfund" är båda dessa användningar av ordet accepterade.
Synodalförfattning genomfördes i Skottland 1561 och landet blev presbyterianernas främsta fäste, till en början främst i trakten av Glasgow. De presbyterianska kyrko-organen i Skottland kompletterades emellertid 1584-1639 och 1660-1689 av biskopar, och i synnerhet i trakten kring Aberdeen fanns en omfattande skotsk-episkopal opposition mot calvinsk lära under Stuart-tiden. De presbyterianska och episkopala flyglarna inom kyrkan i Skottland bildade 1689 två distinkta och separata trossamfund: Den helt presbyterianska Skotska kyrkan och den helt anglikanska Skotska episkopalkyrkan.
En del av puritanerna i England yrkade redan på 1500-talet på presbyterialförfattning, och under engelska inbördeskriget var de nära att nå sitt mål. Vid den av parlamentet utsedda Westminstersynoden 1643-1649 antogs bland annat en presbyteriansk kyrkoordning. Dess genomförande hindrades dock av Oliver Cromwell som stödde sig på den independentiskt sinnade armén. Efter restaurationen tvingades Englands presbyterianer genom uniformitetsakten 1662 till frikyrkobildning. Presbyterianerna och andra protestantiska nonkonformister tillerkändes rätt att utöva sin religion genom Toleransakten 1689, men det skulle dröja till 1829 innan nonkonformister erhöll rösträtt, och till 1850-talet innan de större universiteten erbjöd icke-anglikaner utbildning. 1800-talets väckelserörelse innebar ett uppsving för presbyterianerna i England, och 1876 bildades Presbyterian church of England. 
I Skottland innebar 1700- och 1800-talet en splittring bland de presbyterianska kyrkorna, främst på grund av opposition mot statsmaktens inflytande och patronatsrätten. Efter en sammanslagning av flera frikyrkor till United free church (1900) förenades denna med statskyrkan 1929. 
Från Skottland och England kom presbyterianska kyrkor även att sprida sig till Irland, Kanada och andra tidigare delar av det brittiska imperiet, bland annat till USA. 
Presbyterianskt gudstjänstliv sönderfaller i två huvudtyper: Den ena typen är baserad på John Knox' gudstjänstordning Book of Common Order, sammanställd i Geneve 1556, antagen i Skottland 1562. Den skall, trots den liknande boktiteln, inte förväxlas med den anglikanska Book of Common Prayer. Den andra typen är baserad på Westminsterdirektoriet, antaget av det engelska parlamentet 1644, av det skotska parlamentet 1645.
Även om vissa anhängare bekänner sig till Calvins och hans närmaste efterträdares teologi, finns det en rad olika teologiska åsikter inom den samtida presbyterianismen. Vid början på 1800-talet hade många presbyterianska församlingar blivit unitariska. I praktiken innebär presbyterianismen att man inte vill att kyrkan skall styras av en påve, ärkebiskop eller av biskopar (episkopos) utan av valda lokala ledare, äldste (πρεσβύτερος, presbýteros), vilket man anser är mer i överensstämmelse med den första kristna församlingens tanke att alla kristna är präster och att alla tar del i de beslut som fattas. Varje församling i urkyrkan leddes av äldste. De flesta betydande kristna frikyrkor tillämpar detta styressätt. 
Presbyterianer fäster stor vikt vid utbildning och kontinuerlig studie av skrifterna, teologiska skrifter, och vid förståelse och tolkning av kyrkans doktriner som ingår i flera trosbekännelser och katekeser formellt antagna av olika grenar av kyrkan. Det anses allmänt att meningen med sådant lärande är att möjliggöra för de troende att sätta sin tro i praktiken, och vissa presbyterianer uppvisar i allmänhet sin tro i handling samt i ord av generositet, gästvänlighet och en ständiga strävan efter social rättvisa och reformer, och att förkunna evangeliet om Kristus. Enligt traditionell presbyteriansk liturgi finns det bara två sakrament: dopet (både vuxendop och barndop) och nattvarden.
Presbyterianer tror att kyrkorna är byggnader som stödjer dyrkan av Gud och inredningen är därför i vissa fall allvarlig för att inte förringa denna dyrkan. Vanligtvis har presbyterianska kyrkor inga statyer av helgon eller utsmyckade altare mer typiska för den Romersk-katolska kyrkan.
Presbyterianismen är den största protestantiska kyrkoförfattningen på Irland. Till Afrika kom presbyterianismen på 1800-talet genom skotska missionärer. Kyrkan är idag utbredd och finns representerad i åtminstone 23 afrikanska länder. Den presbyterianska kyrkan i Kenya är särskilt stor och har över 4 miljoner medlemmar.